# ОШ „Свети Сава” Лопаре
ОШ „Свети Сава” је једна од основних школа на подручју општине Лопаре. Налази се у Улици Вука Стефановића Караџића 9 у Лопарама. Име је добила по Светом Сави српском принцу, монаху, игуману манастира Студенице, књижевнику, дипломати први архиепископ аутокефалне Српске православне цркве. Рођен је као Растко Немањић, најмлађи син великог жупана Стефана Немање, и брат Вукана и Стефана Првовенчаног.

## Историјат
Почела је да ради школске 1921/1922. године, са двадесетак ученика у једном одјељењу. Први учитељи били су брачни пар Тихомир и Марица Јовановић. Они су радили кратко вријеме а наслиједили су их Стојан Кораксић и Радивоје Лолић, обојица из Србије. Настава је извођена у згради која се налази у центру Лопара и власништво је Српске Православне цркве у Лопарама. У почетку је у тој школи била гостионица аустријанца јеврејског поријекла Кузмана Ландомана, у народу познатог као Кузман Лаус. Он поклања ту зграду Српској Православној цркви у Мачковцу, под условом да то буде основна школа. Године 1927. имала је два одјељења и 79 ученика, а 1930. добила је школску зграду са двије учионице. Послије Другог свјетског рата основане су четворогодишње школе и у околним селима: 1947. у Брусници и Мачковцу, 1948. у Вукосавцима, Пиперима и Тобуту, а 1950. у Јабланици. Школа у Лопарама је 1949/1950. прерасла у осмогодишњу, а 1962. добила је име „Иван Марковић – Ирац“. Нова школска зграда саграђена је 1953, а 1971. подигнут је савремени школски објекат са фискултурном салом. Школске 1974/1975. имала је 1.200 ученика, 1991/92. – 541 ученика и 30 наставника. Данашњи назив школа је добила
1992. године. Због ратних дешавања, централна школа у Лопарама није радила од маја 1992. до фебруара 1993, а подручна одјељења у Јабланици и Тобуту нису радила од маја до децембра 1992. Током Одбрамбено-рата 1992–1995. централна школа дјелимично је оштећена, као и подручне школе у Вукосавцима, Јабланици, Пиперима и Тобуту, а школски објекти у Брусници и Мачковцу потпуно су разорени. У ОШ „Свети Сава“, са подручним петогодишњим школама у селима Брусница, Вукосавци, Јабланица, Мачковац, Пипери и Тобут, школске 2022/2023. укупно је било 309 ученика и 38 наставника. Централна школа има спортске терене, библиотеку и школску кухињу. Библиотечки фонд обухвата око 13.200 књига. Од 2007. школа издаје лист „Растко“